# Municipio de Greenwich (condado de Cumberland)
El municipio de Greenwich (en inglés: Greenwich Township) es un municipio ubicado en el condado de Cumberland en el estado estadounidense de Nueva Jersey. En el año 2010 tenía una población de 804 habitantes y una densidad poblacional de 16,44 personas por km².

## Geografía
El municipio de Greenwich se encuentra ubicado en las coordenadas 39°24′10″N 75°21′27″O / 39.40278, -75.35750.

## Demografía
Según la Oficina del Censo en 2000 los ingresos medios por hogar en el municipio eran de $52,188 y los ingresos medios por familia eran $56,111. Los hombres tenían unos ingresos medios de $43,214 frente a los $30,208 para las mujeres. La renta per cápita para la localidad era de $22,233. Alrededor del 8% de la población estaba por debajo del umbral de pobreza.